# Stal Rzeszów (skoki do wody)
Stal Rzeszów – sekcja skoków do wody klubu ZKS Stal Rzeszów, powstała w 1985 roku. Wtedy to, trener Ryszard Wojtaszewski wybrał z sekcji akrobatyki kilkoro dzieci z którymi rozpoczął treningi na basenie. Pierwsze sukcesy przyszły już w pierwszym roku istnienia sekcji kiedy to Marta Tomkiewicz na XII Ogólnopolskiej Spartakiadzie Młodzieży zdobyła II miejsce w konkurencji skoków z trampoliny. W kolejnych latach sekcja rozwijała się bardzo dynamicznie wychowując wielu świetnych zawodników. Jednym z największych osiągnięć sportowych sekcji jest wychowanie olimpijczyka Grzegorza Kozdrańskiego. 

## Największe sukcesy sportowe
- Rok 1992 – Igrzyska Olimpijskie w Barcelonie - wychowanek klubu - junior - Grzegorz Kozdrański bierze udział w konkursach skoków z trampoliny 3m i wieży 10m,
- Rok 1993 – Mistrzostwa Europy Juniorów, złoty medal za skoki z wieży 10m dla Grzegorza Kozdrańskiego,
- Rok 1994 – Mistrzostwa Europy Juniorów, brązowy krążek za skoki z wieży 7,5m. dla Daniela Kozaka,
- Rok 1997 – Mistrzostwa Europy Juniorów, dwa srebrne medale Dariusza Górniaka za skoki z wieży 7,5m. i trampoliny 3m,
- Rok 1998 – Mistrzostwa Europy Juniorów, 1 miejsce i tytuł mistrza Europy Juniorów dla Dariusza Górniaka na trampolinie 3-metrowej,
- Rok 2001 – Mistrzostwa Europy Juniorów, brązowy medal zdobyty przez Grzegorza Szczepka na trampolinie 1m,
- Rok 2008 – Mistrzostwa Europy Juniorów, brązowy medal zdobyty przez Andrzeja Rzeszutka na trampolinie 1metrowej,
- Rok 2009 – Mistrzostwa Europy Juniorów, srebrny medal zdobyty przez Andrzeja Rzeszutka na trampolinie 1 metrowej,
- Rok 2009 – Mistrzostwa Świata Seniorów, 8 miejsce Andrzeja Rzeszutka na trampolinie 1 metrowej.
- Rok 2011 – Mistrzostwa Europy Juniorów, srebrny medal dla Kacpra Lesiaka na trampolinie 1 metrowej.
- Rok 2011 – Mistrzostwa Świata Seniorów, 8 miejsce Andrzeja Rzeszutka na trampolinie 1 metrowej.

## Trenerzy
- Sierioża (Sierż) Koczarian[1]
- Andrzej Kozdrański
- Grzegorz Kozdrański